# Осада Маастрихта (1632)
Осада Маастрихта (нид. Beleg van Maastricht (1632)) — осада и взятие голландскими войсками под командованием Фредерика-Генриха Оранского занятой испанцами крепости Маастрихт в 1632 году в рамках Восьмидесятилетней войны.

## Предыстория
После успешного захвата Хертогенбоса в 1629 году голландская армия под командованием Фредерика-Генриха Оранского прошла вверх по реке Маас (Мез) и стала готовиться к продолжению войны с испанцами. Целью кампании 1632 года стал захват сильной крепости Маастрихт, которая находилась в глубине территорий, контролируемых испанцами. Как только принц Оранский направился на юг, укрепленные крепости Венло и Рурмонд капитулировали с незначительным сопротивлением, что стало возможным благодаря усилиям испанского штатгальтера Гельдерна Хендрика ван дер Берга, перешедшего на сторону голландцев.
К 1632 году Маастрихт был хорошо укрепленной крепостью с высокими средневековыми стенами и большим количеством башен. Несколько земляных бастионов были построены для защиты от артиллерии. Ров с водой, питаемый из реки Маас, защищал город от лобовых атак. Кроме того, Маастрихт расположен по обе стороны реки, так что любой осаждающий был вынужден разделять свою армию на две части. Гарнизон города был силен, лоялен Испании и полон решимости противостоять голландской армии.

## Осада
Фредерик-Генрих Оранский подошел к Маастрихту 10 июня во главе армии из 17 000 пехотинцев и 4000 кавалеристов. Под его рукой находилось также некоторое количество опытных английских и французских наемников, которые должны были сыграть важную роль в осаде. Принц Оранский отдал приказ немедленно начать рытье траншей и оборудование осадных укреплений. Это были земляные укрепления, которые опоясывали город и были построены для защиты лагеря осаждающих как от вылазок гарнизона крепости, так и от атак «снаружи» — со стороны испанских войск, которые могли прийти на помощь городу. Голландцы также возвели несколько фортов и редутов. Через Маас были перекинуты понтонные мосты, позволявшие осаждающим перебрасывать войска и ресурсы с одной стороны реки на другую. К стенам крепости были вырыты сапы — одна со стороны английских войск (на севере от города), другая — со стороны французов (на юго-западе).
В ответ на начало осады Маастрихта правительница Испанских Нидерландов инфанта Изабелла Клара Евгения отозвала свои войска из Пфальца и послала дона Гонсало Фернандеса де Кордоба и Альваро де Басана, маркиза Санта-Крус, на выручку городу. Испанцы прибыли в район Маастрихта 2 июля в составе 18 000 пехотинцев и 6 000 кавалеристов. Несмотря на численное превосходство, испанцы не рискнули атаковать голландские укрепления по причине их прочности.
К началу августа дон Гонсало де Кордоба получил подкрепления в лице 12 000 пехотинцев и 4 000 кавалеристов из армии Католической лиги под командованием Готфрида Паппенгейма. После этого испанский командующий решил атаковать голландские укрепления и снять осаду города. Дон Гонсало инициировал двойную атаку: его войска атаковали с одной стороны реки, а войска Паппенгейма — с другой стороны. План был хорошо продуман, но в конце концов сила укреплений Фредерика-Генриха и более высокий моральный дух его войск, воодушевленных присутствием своего командира на передовой, превзошла мощь испанских атак. Паппенгейм был вынужден отступить, потеряв 1 500 человек.
Потерпев неудачу в попытке снять осаду силой оружия, дон Гонсало и Паппенгейм решили нарушить голландские пути снабжения и вызвать голод в армии принца Оранского. Однако осаждающие имели достаточные запасы в своем лагере — еды хватило бы ещё на два месяца, — так что Фредерик-Генрих проигнорировал действия испанцев и продолжил осаду.
Нападавшие столкнулись с решительным сопротивлением со стороны гарнизона, который сделал множество вылазок, но в конце концов английская и французская сапы достигли городского рва. Осаждающие приняли решение заминировать стены, чтобы вызвать их разрушение. Заряды в тоннеле под стенами были взорваны в ночь на 21 августа. Это позволило голландцам захватить стену. В итоге на следующее утро гарнизон Маастрихта был вынужден капитулировать.

## Результаты
Гарнизон Маастрихта был выдворен из города с военными почестями 23 августа, и испанские войска, все ещё стоявшие лагерем поблизости, были вынуждены удалиться. Захват голландцами Маастрихта столь впечатлил испанцев, что они предложили мирные переговоры, однако после гибели в битве при Лютцене протестантского лидера короля Густава II Адольфа сами их свернули. Тем не менее, захват Маастрихта стал важной победой Голландской республики.